# ۱۴۰۸ (خورشیدی)
سال ۱۴۰۸ خورشیدی، هزار و چهارصد و هشتمین سال گاه‌شماری هجری خورشیدی است. این سال کبیسه است.

## نام‌گذاری‌ها
- این سال در گاه‌شماری حیوانی سال خروس (雞) است.

## رویدادها

### فروردین
- ۲۵ فروردین: سیارک ۹۹۹۴۲ آپوفیس در ۱۳ آوریل ۲۰۲۹ با فاصله ۱۹٬۴۰۰ مایلی از زمین عبور خواهد کرد.[۲]

### تیر
- ۶ تیر: ماه گرفتگی کامل (en:June 2029 lunar eclipse) با بزرگ شدن کسوف چشمی ۱٫۸۴۳۶۲، بزرگ‌ترین ماه گرفتگی قرن بیست و یکم خواهد بود.

### نامشخص
- سفر انسان به مریخ
- سند ۲۰۳۰ یونسکو
- چشم‌انداز ۲۰۳۰ عربستان سعودی